# 🇹🇦
🇹🇦 is een Unicode vlagsequentie emoji die gebruikt wordt als regionale indicator voor Tristan da Cunha. De meest gebruikelijke weergave is die van de vlag van Tristan da Cunha, maar op sommige platforms (waaronder Microsoft Windows) ziet men de letters TA.
De vlagsequentie is opgebouwd uit de combinatie van de Regional Indicator Symbols 🇹 (U+1F1F9) en 🇦 (U+1F1E6), tezamen de ISO 3166-1 alpha-2 code TA voor Tristan da Cunha vormend.
Deze emoji is in 2010 geïntroduceerd met de Unicode 6.0-standaard.

## Gebruik

De landsvlag van Tristan da Cunha

Deze emoji wordt gebruikt als regionale aanduiding van Tristan da Cunha.

## Codering

De Twemoji-implementatie

### Unicode
In Unicode vindt men de 🇹🇦 met de codesequentie U+1F1F9 U+1F1E6 (hex).

### Shortcode
Er zijn shortcodes  voor 🇹🇦; in Github kan deze opgeroepen worden met :tristan da cunha:,  in Slack kan het karakter worden opgeroepen met de code :flag-ta:.